# Hana Sugisaki
Hana Sugisaki (杉咲 花, Sugisaki Hana), née le 2 octobre 1997 à Tokyo, est une actrice japonaise qui a précédemment signé chez Stardust Promotion. Son ancien nom de scène était Hana Kajiura

## Biographie
Sugisaki fait ses débuts en tant qu'actrice enfant avec Stardust Promotion sous le nom de scène Hana Kajiura (梶浦花, Kajiura Hana).  Elle se retire de l'industrie pendant un certain temps, mais  décide ensuite qu'elle voulait devenir actrice. Elle choisit de signer avec le groupe Ken-On, car Mirai Shida, dont Hana est fan, appartient à cette agence de talents. Elle a fait ses débuts avec Ken-On en avril 2011. 
Elle est la fille de la chanteuse Chie Kajiura (en).

## Filmographie
- 2012 : Ouran High School Host Club de Tetsuo Kan : Reiko Kanazuki
- 2012 : Humanoid Monster, Bem de Shunsuke Kariyama : Yui Natsume
- 2013 : Madame Marmelade no Ijo na Nazo: Shutsudai Hen de Taiki Ueda : Sachiko Tsutsui
- 2013 : Madame Marmelade no Ijo na Nazo: Kaito Hen de Taiki Ueda : Sachiko Tsutsui
- 2014 : In the Hero de Masaharu Take : Ayumi Motomura
- 2015 : Souvenirs de Marnie de Hiromasa Yonebayashi : Sayaka (voix) [4]
- 2015 : The Pearls of the Stone Man de Yūzō Asahara : Sae Ueda
- 2015 : Mozu The Movie de Eiichirō Hasumi : Megumi Ōsugi
- 2015 : A Stitch of Life de Yukiko Mishima : Yuki
- 2015 : Pieta in the Toilet de Daishi Matsunaga : Mai [5]
- 2016 : Scanner de Shūsuke Kaneko : Ami Akiyama
- 2016 : Yu o wakasuhodo no atsui ai (湯を沸かすほどの熱い愛?) de Ryōta Nakano (ja) : Azumi
- 2017 : Blade of the Immortal de Takashi Miike : Rin Asano
- 2017 : Mary et la Fleur de la sorcière de Hiromasa Yonebayashi : Mary (voix)
- 2018 : Bleach de Shinsuke Satō : Rukia Kuchiki
- 2018 : Perfect World  de Kenji Shibayama : Tsugumi Kawana
- 2018 : Ten Years Japan de Megumi Tsuno : Maika
- 2019 : The Promised Land de Takahisa Zeze : Tsumugi Yukawa [6]
- 2019 : 12 Suicidal Teens d'Yukihiko Tsutsumi : Anri
- 2020 : All About March de Kazuhiko Yukawa : Sakura Watanabe
- 2020 : Words Bubble Up Like Soda Pop de Kyōhei Ishiguro : Sourire (voix)
- 2020 : Aokute, Itakute, Moroi de Shunsuke Kariyama : Hisano Akiyoshi [7]
- 2021 : The Great Yokai War: Guardians (妖怪大戦争 ガーディアンズ, Yōkai daisensō: Gādianzu?) de Takashi Miike

## Récompenses
| Année | Prix                                       | Catégorie                             | Travaux                                | Résultat   |
| ----- | ------------------------------------------ | ------------------------------------- | -------------------------------------- | ---------- |
| 2016  | 29e Nikkan Sports Film Awards              | Meilleur nouveau venu                 | Yu o wakasuhodo no atsui ai Scanner    | Nomination |
| 2016  | 41e Prix Hōchi du cinéma                   | Meilleure actrice dans un second rôle | Yu o wakasuhodo no atsui ai            | Lauréat    |
| 2016  | 41e Prix Hōchi du cinéma                   | Meilleur nouvel artiste               | Yu o wakasuhodo no atsui ai            | Nomination |
| 2017  | 38e Festival du film de Yokohama           | Meilleure actrice dans un second rôle | Yu o wakasuhodo no atsui ai            | Lauréat    |
| 2017  | 71e Prix du film Mainichi                  | Meilleure actrice dans un second rôle | Yu o wakasuhodo no atsui ai            | Nomination |
| 2017  | 59e Blue Ribbon Awards                     | Meilleure actrice dans un second rôle | Yu o wakasuhodo no atsui ai            | Lauréat    |
| 2017  | 26e Prix du film du Tokyo Sports           | Meilleur nouveau venu                 | Yu o wakasuhodo no atsui ai            | Lauréat    |
| 2017  | 12e Festival du cinéma d'Osaka             | Meilleure actrice dans un second rôle | Yu o wakasuhodo no atsui ai            | Lauréat    |
| 2017  | 40e Prix du cinéma de l'Académie du Japon  | Meilleure actrice dans un second rôle | Yu o wakasuhodo no atsui ai            | Lauréat    |
| 2017  | 40e Prix du cinéma de l'Académie du Japon  | Nouveau venu de l'année               | Yu o wakasuhodo no atsui ai            | Lauréat    |
| 2017  | 26e Prix de la critique de cinéma japonais | Meilleure actrice dans un second rôle | Yu o wakasuhodo no atsui ai            | Lauréat    |
| 2017  | 90e Prix Kinema Junpō                      | Meilleure actrice dans un second rôle | Yu o wakasuhodo no atsui ai et Scanner | Lauréat    |
| 2018  | 12e Prix du cinéma asiatique               | Meilleure actrice dans un second rôle | Blade of the Immortal                  | Nomination |
| 2018  | 42e prix Elan d'or                         | Nouveau venu de l'année               | Elle-même                              | Lauréat    |
| 2019  | 44e Prix du film Hochi                     | Meilleure actrice dans un second rôle | 12 Suicidal Teens, The Promised Land   | Nomination |